# Phyllocnistis chlorantica
Phyllocnistis chlorantica är en fjärilsart som beskrevs av Seksyaeva 1992. Phyllocnistis chlorantica ingår i släktet Phyllocnistis och familjen styltmalar. Inga underarter finns listade i Catalogue of Life.